# ボリショイ劇場管弦楽団
ボリショイ劇場管弦楽団（露：Оркестр Большого театра）は、ロシアのモスクワにあるボリショイ劇場付属のオーケストラ。「ボリショイ交響楽団」と呼ばれることもある。

## 沿革・概要
1825年に設立されたが、前身の劇場を含めると1776年まで遡ることができる。

## 指揮者
歴代の指揮者としてエフゲニー・スヴェトラーノフ、ゲンナジー・ロジェストヴェンスキー、ユーリ・シモノフ、アレクサンドル・ラザレフ、マルク・エルムレルらがいる。
- イッポリト・アリタニン(Ипполит Альтани) (1882～1906年)
- サムイル・サモスード (1936～1943年)
- アリー・パゾフスキー(Арий Пазовский) (1943～1948年)
- ニコライ・ゴロワノフ (1948～1953年)
- アレクサンドル・メリク＝パシャーエフ (1953～1963年)
- エフゲニー・スヴェトラーノフ (1963～1965年)
- ゲンナジー・ロジェストヴェンスキー (1965～1970年)
- ユーリ・シモノフ (1970～1985年)
- アレクサンドル・ラザレフ (1987～1995年)
- ペーテル・フェラネツ (1995～1998年)
- マルク・エルムレル (1998～2000年)
- ゲンナジー・ロジェストヴェンスキー(2000～2001年)
- アレクサンドル・ヴェデルニコフ (2001～2009年)
- ヴァシリー・シナイスキー (2010～2014年)
- トゥガン・ソヒエフ (2014年～2022年)

## 録音
録音は、各種ロシアのオペラやバレエ音楽等がソ連時代にはメロディア、90年代以降はラザレフ指揮でエラート、ヴェデルニコフ指揮でペンタトーンなどからそれぞれリリースされている。

## 音源
ボリショイ劇場管弦楽団によるソビエト連邦国歌。